# Есо Италијана Срл
Есо Италијана Срл је насеље у Италији у округу Сиракуза, региону Сицилија.
Према процени из 2011. у насељу је живело 8 становника. Насеље се налази на надморској висини од 4 м.